# Muíños
Muíños ist ein Ort und das Verwaltungszentrum einer Gemeinde (municipio) mit 1.418 Einwohnern (Stand: 2024) in der Provinz Ourense in der Autonomen Region (Comunidad Autónoma) Galicien im Nordwesten Spaniens.

## Lage und Klima
Muíños liegt etwa 65 km südsüdwestlich von Ourense an der Grenze zu Portugal in einer Höhe von ca. 575 m. 
Das vom Atlantik geprägte Klima ist gemäßigt und nicht selten regnerisch.

## Bevölkerungsentwicklung der Gemeinde
Quelle: INE-Archiv – grafische Aufarbeitung für Wikipedia
Durch Fortzug in die umliegenden Städte ist die Bevölkerung seit den 1950er Jahren stetig gesunken.

## Gemeindegliederung
Die Gemeinde Muíños ist in zwölf Parroquias gegliedert:
| Parroquias        | Patrozinium  | Einwohner 2024 | Fläche km² | Dichte Einw./km² | Höhe msnm | Ortskennzahl |
| ----------------- | ------------ | -------------- | ---------- | ---------------- | --------- | ------------ |
| Barxés            | Santa María  | 272            | 8,67       | 31               | 606       | 32051010000  |
| Cados             | Santa María  | 74             | 4,33       | 17               | 647       | 32051020000  |
| Couso de Salas    | Santiago     | 86             | 7,92       | 11               | 918       | 32051030000  |
| Farnadeiros       | San Pedro    | 71             | 3,18       | 22               | 700       | 32051040000  |
| As Maus de Salas  | Santa Baia   | 42             | 11,16      | 4                | 864       | 32051060000  |
| Muíños            | San Pedro    | 349            | 6,89       | 51               | 573       | 32051070000  |
| Parada de Ventosa | San Pedro    | 78             | 7,06       | 11               | 602       | 32051080000  |
| Porqueirós        | Santo André  | 69             | 3,91       | 18               | 825       | 32051090000  |
| Prado de Limia    | San Salvador | 102            | 24,93      | 4                | 715       | 32051100000  |
| Requiás           | Santiago     | 171            | 17,27      | 10               | 880       | 32051110000  |
| Souto de Limia    | Santa María  | 36             | 5,05       | 7                | 713       | 32051120000  |
| Xermeade          | San Miguel   | 89             | 8,95       | 10               | 787       | 32051050000  |

## Wirtschaft
| Ackerbau, Viehzucht und Fischerei                                                  | 021 | 04,84  |
| Industrie                                                                          | 038 | 08,76  |
| Bauwirtschaft                                                                      | 050 | 011,52 |
| Dienstleistungsbetriebe                                                            | 325 | 074,88 |
| Total                                                                              | 434 | 100,00 |
| * Daten aus dem Statistischen Amt für Wirtschaftliche Entwicklung in Galicien, IGE |     |        |

## Sehenswürdigkeiten
- Kirche Santa Baia in Las Maus de Salas
- Jakobuskirche in Couso de Salas
- Marienkirche in Cados
- Peterskirche in Muíños
- Rathaus

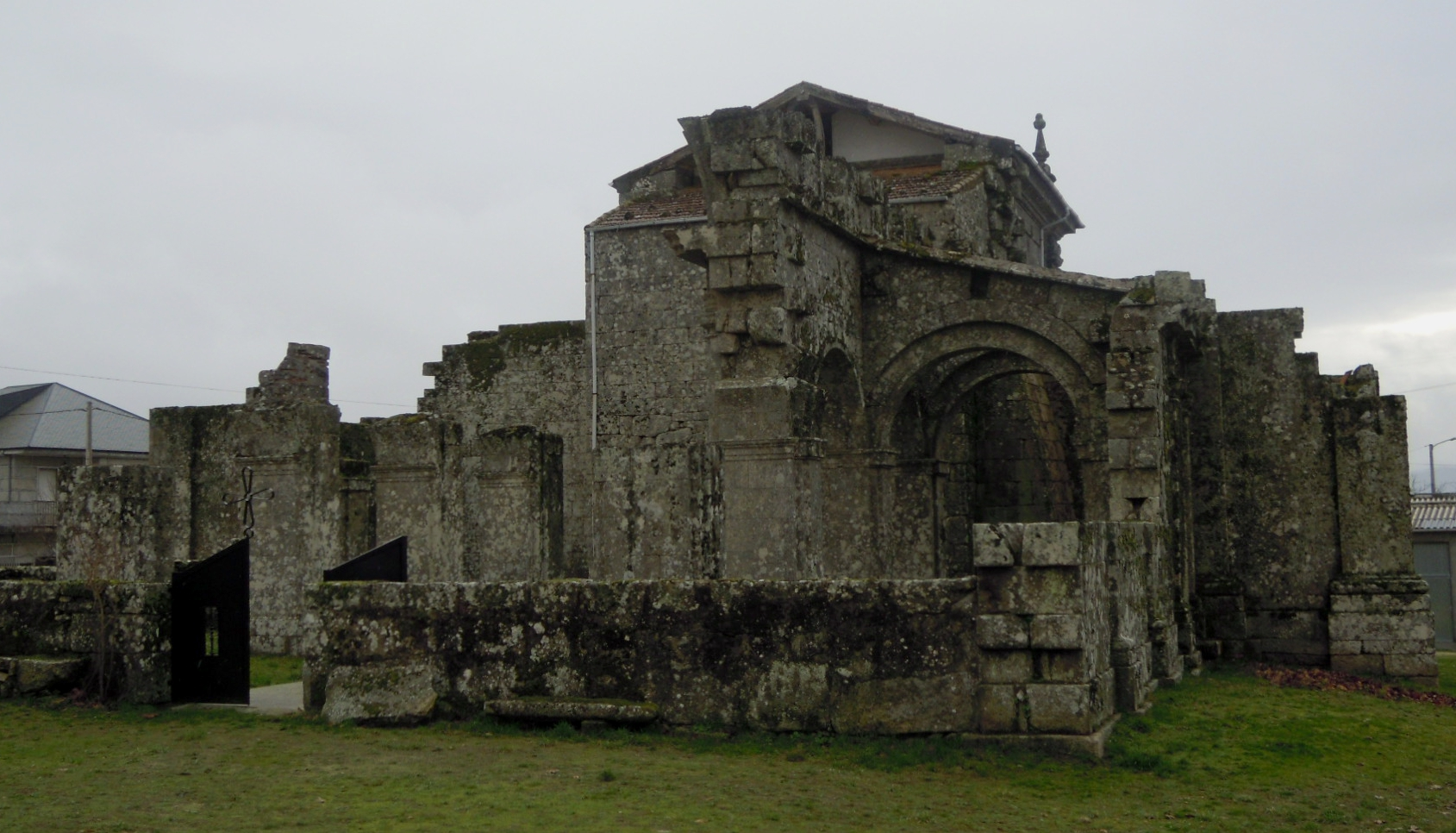
Jakobuskirche
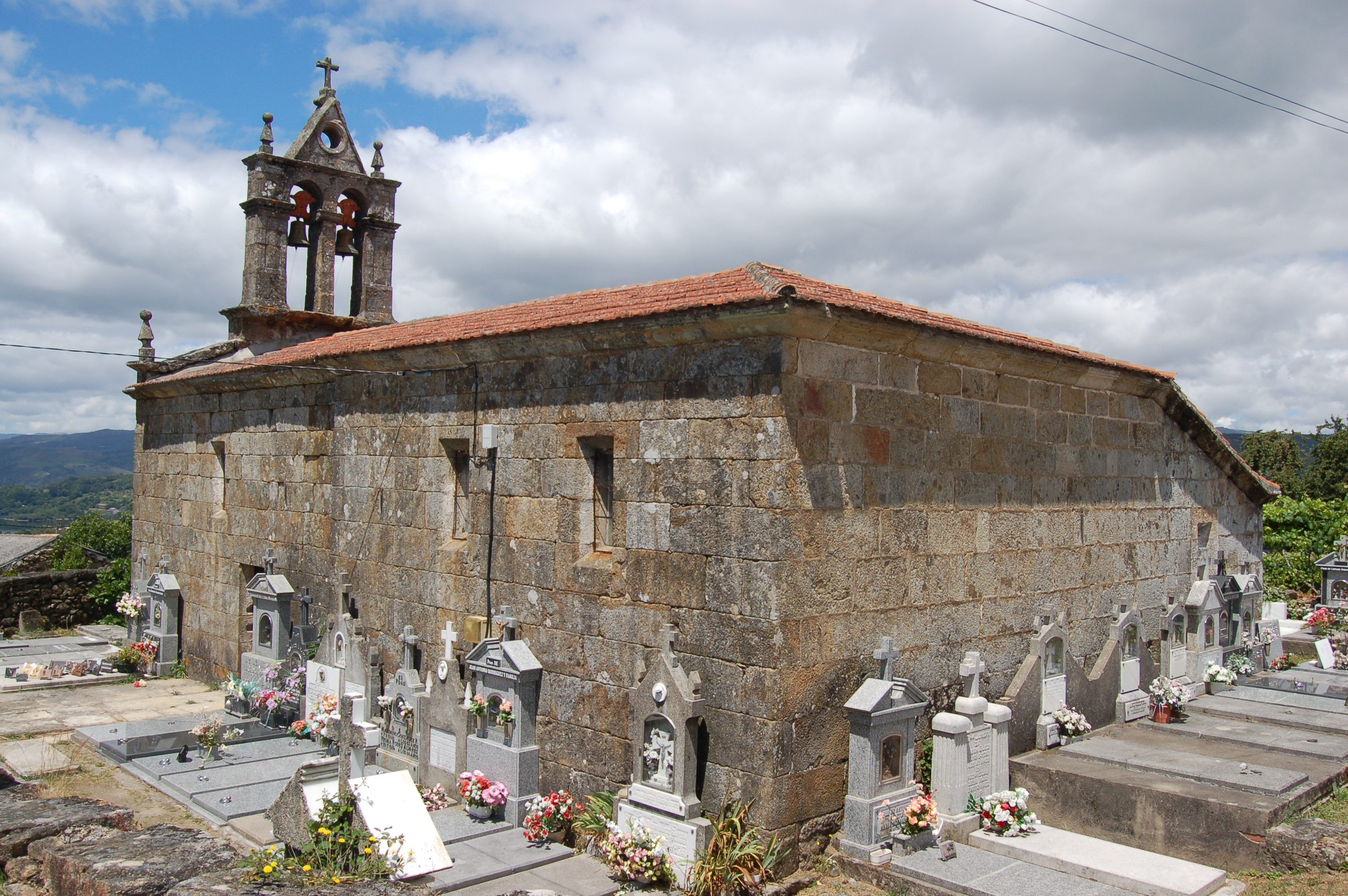
Marienkirche in Cados
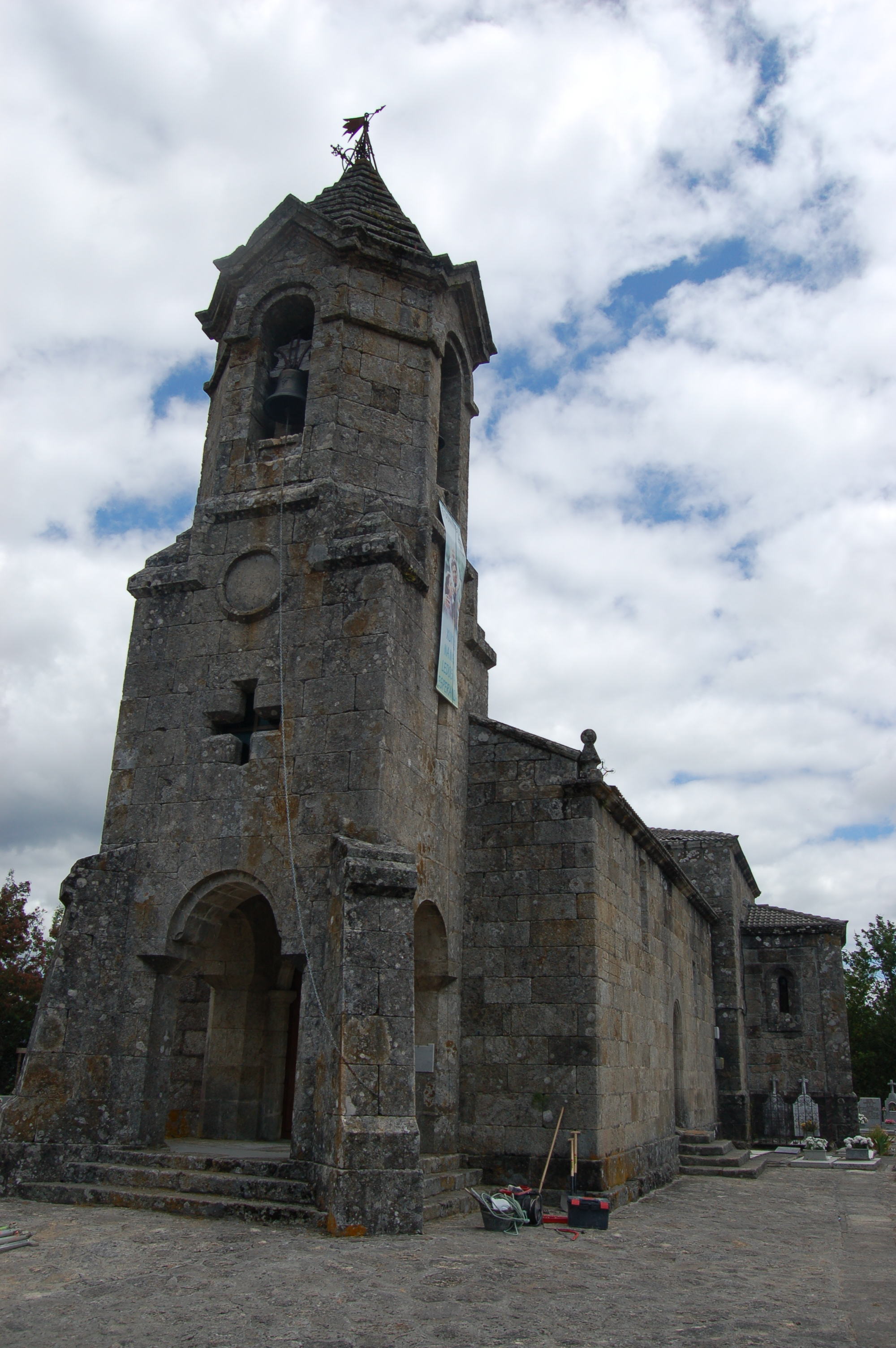
Peterskirche
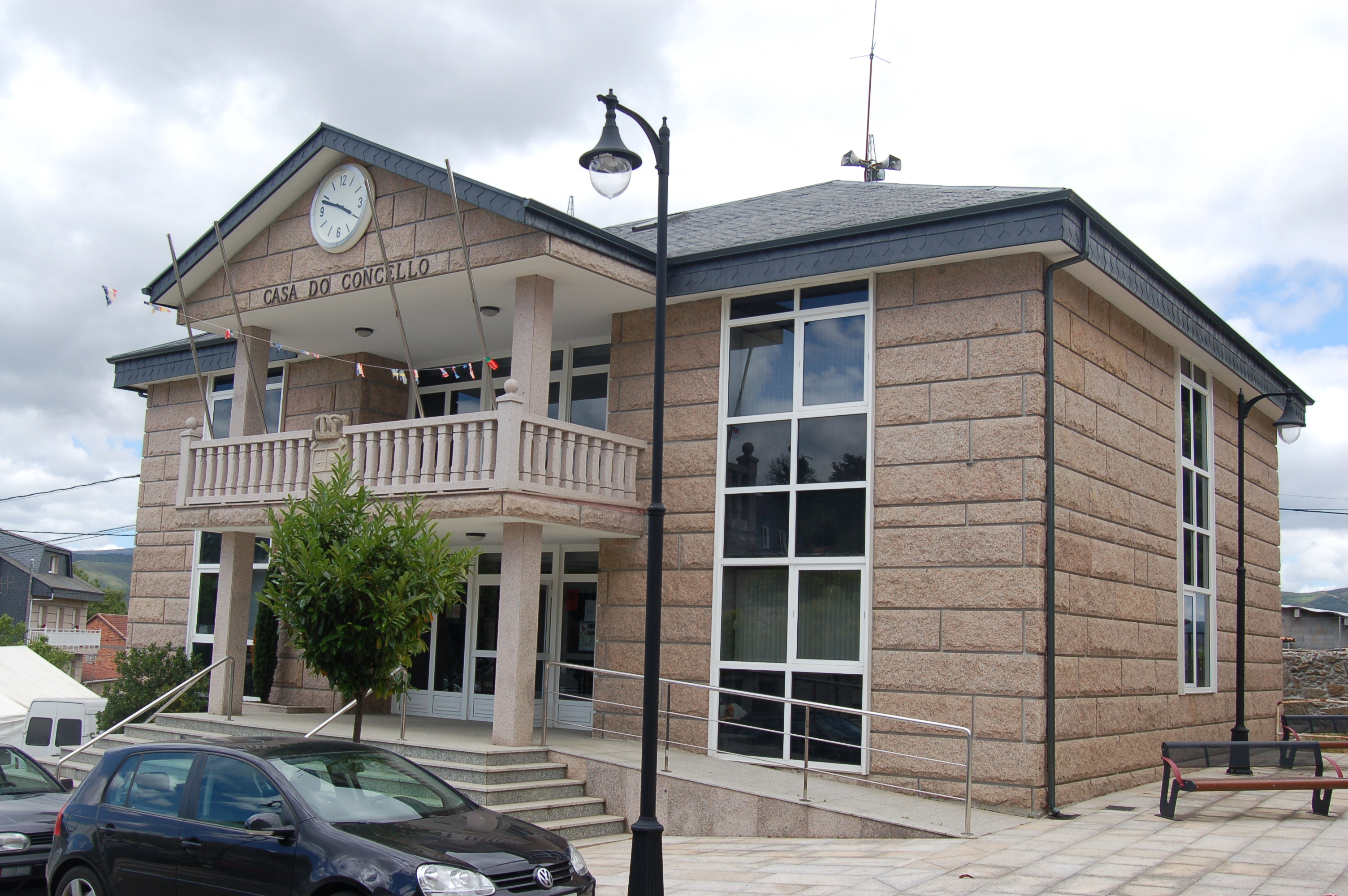
Rathaus